# Marek Łatas
Marek Jerzy Łatas (* 20. April 1960 in Myślenice) ist ein polnischer Politiker und seit 2005 Abgeordneter des Sejm in der V. und VI. Wahlperiode.
1987 beendete er das Studium an der Pädagogischen Akademie in Krakau. Er arbeitete als Lehrer, danach war er Direktor einer Schule in Myślenice. Von 1998 bis 2002 saß er im Sejmik der Woiwodschaft Małopolskie (Kleinpolen). Er war im Ruch Społeczny AWS (Gesellschaftliche Bewegung AWS) aktiv, danach trat er der Prawo i Sprawiedliwość (Recht und Gerechtigkeit – PiS) bei.
Bei den Parlamentswahlen 2005 wurde er für den Wahlkreis Chrzanów über die Liste der PiS in den Sejm gewählt. Bei den Sejmwahlen 2007 wurde er mit 16.169 Stimmen für die PiS erneut Abgeordneter. Er ist Mitglied der Sejm Kommissionen für Erziehung, Wissenschaft und Jugend, sowie für Sport.